# Championnats du monde de slalom (canoë-kayak) 1951
Navigation
Championnats du monde de slalom 1949 Championnats du monde de slalom 1953
Les 2e Championnats du monde de slalom en canoë-kayak  se sont déroulés en 1951 à Steyr, en Autriche sous l'effigie de la Fédération internationale de canoë.

## Note
Seules deux équipes se sont affrontées dans la catégorie hommes C-1 par équipe.

## Podiums

### Femmes

#### Kayak
| Épreuve                | Or                                                        | Points | Argent                                                          | Points | Bronze                                              | Points |
| Folding K-1            | Gerti Pertlwieser (AUT)                                   |        | Fritzi Schwingl (AUT)                                           |        | Anni Reifinger (FRG)                                |        |
| Folding K-1 par équipe | Autriche Gerti Perltwieser Heidi Pillwein Fritzi Schwingl |        | Allemagne de l'Ouest Anni Anwander Liesl Fischer Anni Reifinger |        | Suisse Madeleine Zimmermann Elsa Oderholz Eva Speck |        |

### Hommes

#### Canoë
| Épreuve        | Or                                                  | Points | Argent                                                   | Points | Bronze                                                      | Points |
| C-1            | Charles Dussuet (SUI)                               |        | Jaroslav Vana (TCH)                                      |        | Jacques Marsigny (FRA)                                      |        |
| C-1 par équipe | Tchécoslovaquie Jaroslav Vana Vaclav Nic Jan Pecka  |        | France Pierre Biehler Jacques Marsigny Roger Paris       |        | -                                                           |        |
| C-2            | France Claude Neveu Roger Paris                     |        | France Jacques Musson André Pean                         |        | Tchécoslovaquie Václav Havel Jan Suic                       |        |
| C-2 par équipe | France d'Alencon /Dreux Musson / Pean Neveu / Paris |        | Tchécoslovaquie Berdyck / Fiala Havel / Pecka Nic / Sulc |        | Suisse Dufor / Esseiva Dussuet / Deglise Junod / Roessinger |        |

#### Kayak
| Épreuve                | Or                                                     | Points | Argent                                                      | Points | Bronze                                           | Points |
| Folding K-1            | Hans Frühwirth (AUT)                                   |        | Rudolf Pillwein (AUT)                                       |        | Rudolf Sausgruber (AUT)                          |        |
| Folding K-1 par équipe | Autriche Othmar Eiterer Hans Frühwirth Rudolf Pillwein |        | Allemagne de l'Ouest Albert Krais Erich Seidel Ernst Sontag |        | Suisse Werner Zimmermann Jean Engler Eduard Kunz |        |

## Tableau des médailles
| Rang  | Nation               | Or | Argent | Bronze | Total |
| ----- | -------------------- | -- | ------ | ------ | ----- |
| 1     | Autriche             | 4  | 2      | 1      | 7     |
| 2     | France               | 2  | 2      | 1      | 5     |
| 3     | Tchécoslovaquie      | 1  | 2      | 1      | 4     |
| 4     | Suisse               | 1  | 0      | 3      | 4     |
| 5     | Allemagne de l'Ouest | 0  | 2      | 1      | 3     |
| Total | Total                | 8  | 8      | 7      | 23    |